# Xã Moore, Quận Marion, Kansas
Xã Moore (tiếng Anh: Moore Township) là một xã thuộc quận Marion, tiểu bang Kansas, Hoa Kỳ. Năm 2010, dân số của xã này là 73 người.